# Agregátní poptávka

Graf agregátní poptávky (AD) a agregátní nabídky (AS)

Agregátní poptávka (anglicky aggregate demand) je v ekonomické teorii úhrn výdajů všech ekonomických subjektů (domácností, firem, státu, dovozců, zahraničních subjektů…). Pro agregátní poptávku se užívá zkratka AD.

## Matematické vyjádření
Agregátní poptávka (AD) je vyjádřena jako součet spotřeby domácností (C – consumption), hrubých investic (I – investments), veřejných výdajů (G – government) a čistého vývozu (NX – net export). Čistý vývoz znamená rozdíl mezi vývozem (X – export) a dovozem (M – import).
{\displaystyle AD=C+I+G+(X-M)}
Funkce agregátní poptávky má klesající průběh (s inflací klesá bohatství, růst mezd se opožďuje za růstem cen produktů, při vysoké inflaci investoři znejistí) a konvexní tvar. Tyto efekty slábnou, poptávka nemůže klesnout pod minimum dané životními potřebami.[zdroj?]